# Dennie Klose
Dennie Klose (* 28. März 1979 in Einbeck) ist ein deutscher Fernsehmoderator, Comedian und Kommunalpolitiker (SPD).

## Karriere
Klose war im Jahr 1993 Mitglied der Theatergruppe der Münstergemeinde Einbeck und gründete 1997 die Kabarettgruppe Das ökumenische Quartett, 1998 auch die Kabarettgruppe Münsterer Kabarettgesellschaft. Im Jahr 1999 hatte er seinen ersten Soloauftritt im Café Zivil und 2001 war er Darsteller in der Internetsoap Vier wohnen hier. Im Jahr 2002 hatte er weitere Soloauftritte in Göttingen und Umgebung, es entstand sein erstes Solo-Stand-up-Programm Das letzte Eishorn. 2003 schaffte er es bis zum Finale  des Preises ffn-ComedyAward – Kategorie Newcomer.
Bekannt wurde Klose dem breiten Fernsehpublikum im Jahr 2003 durch seine Teilnahme an der ersten Staffel von Star Search in Deutschland, bei der er es in der Kategorie Comedians bis ins Achtelfinale schaffte. Hier fiel er auch den Produzenten der Tele-5-Sendung Nachtfalke auf, die er von Juni 2004 bis September 2005 moderierte. Von August 2005 bis 2012 moderierte er die Clipsendung Upps! – Die Pannenshow auf Super RTL. Dazu kam im Januar 2006 Comedy total, eine Best-of-RTL-Samstag-Nacht-Show, die bis April 2007 ebenfalls auf Super RTL ausgestrahlt wurde.
Neben seinen Fernsehmoderationen moderiert Klose auch diverse Galas und (Sport-)Events, schreibt für verschiedene (Online-)Medien, arbeitet als Referent in der Jugend- und Erwachsenenbildung und ist Lehrbeauftragter für TV-Comedy an der TU Braunschweig und der Universität Passau.

## Leben
Klose studierte an der Georg-August-Universität Göttingen  Sport und Deutsch für das Lehramt und legte im Jahr 2008 sein erstes Staatsexamen ab.
Von August 2009 bis Dezember 2011 arbeitete er als Jugendbildungsreferent beim Landessportbund Niedersachsen. Seit Januar 2012 arbeitet Klose als Berater, Coach und Weiterbildungstrainer.
Klose ist Mitglied der SPD und seit 2016 Ratsmitglied in Einbeck.

## Privates
Er ist seit dem Jahr 2012 verheiratet und hat zwei Kinder.